# Olmo e a Gaivota
Olmo e a Gaivota (em inglês:  Olmo and The Seagull) é um documentário luso-brasileiro realizado e escrito por Petra Costa e Lea Glob.
Fez sua estreia no Festival Internacional de Cinema de Locarno a 10 de agosto de 2015 e foi exibido no Festival do Rio de 2015, onde recebeu o prémio de melhor longa-metragem de documentário.
Estreou-se no Brasil a 5 de novembro de 2015, e em Portugal estreia-se a 26 de maio de 2016.

## Elenco
- Olivia Corsini
- Serge Nicolaï
- Arman Saribekyan
- Sylvain Jailloux
- Francis Ressort
- Shaghayegh Beheshti
- Martha Kiss Perrone
- Marjolaine Larrañaga-Avila
- Elaine Méric
- Camille Grandville
- Célia Catalifo
- Aline Borsari
- Fabrice de la Villehervé
- Hervé Jouval
- Kiel Nguetta Bonaventure
- Marie Constant
- Barbara Gassier
- Philippe Duquesne
- Christian Dibie
- Nina Gregorio
- Elena Bellei
- Alvaro Ybot
- Giovanna Pezzullo
- Claudio Ponzana
- Pancho Garcia Aguirre
- Samir Abdul Jabbar Saed
- Lisa Mercury
- Martial Jacques
- Stephen Szekely
- Sébastien Brottet-Michel